# С ону страну сна
„С ону страну сна” (енгл. Beyond the Wall of Sleep) је приповетка америчког писца Хауарда Филипса Лавкрафта, написана 1919. и први пут објављена у часопису Pine Cones у октобру 1919. године.
Збирка прича која је укључивала и ову приповетку, С ону страну сна: Изабране приче, била је прва Лавкрафтова књига преведена на српски језик; објавила ју је издавачка кућа Рад 1989. године, у преводу Јасне Јованов.

## Радња
Бивши стажиста и радник психијатријске болнице прича о свом искуству са Џоом Слејтером, пацијентом који је умро у тој установи неколико недеља након што је затворен као помахнитали убица. Он описује Слејтера као „типичног мештанина региона планине Кетскил, који савршено одговара опису 'белом шљама' са Југа”, за кога „закони и морал не постоје” и чији је „општи ментални статус вероватно испод оног на нивоу Индијанаца.” Иако је Слејтеров злочин био изузетно бруталан и ничим изазван, он је одавао „апсурдан утисак безазлене глупости” и лекари су проценили његову старост на око четрдесет година. Током треће ноћи његовог заточеништва, Слејтер има први од својих „напада”. Толико је помахнитао да је било потребно четворо болничара да га обуздају и да му навуку лудачку кошуљу. Након тога проводи петнаест минута неразумљиво брбљајући. Речи су исказане Слејтеровим гласом и његовим простим речником, али посматрачи могу да протумаче оно што приповедач описује као:
зелена здања светлости, океани свемира, чудна музика и сеновите планине и долине. Али највише од свега се задржао на неком мистериозном пламтећем ентитету који га је потресао, смејао му се и ругао. Чинило се да му је ова огромна, нејасна личност учинила страшну неправду и да је његова највећа жеља била да је убије у тријумфалној освети. Да би до ње дошао... винуо би се кроз поноре празнине 'спаљујући' сваку препреку која му је стајала на путу.
Брбљање је престало исто тако изненада као што је и почело. Ово је био први од оних што ће постати ноћни „напади” сличне природе. Периферне оностране слике Слејтерових визија биле су другачије и фантастичније сваке наредне ноћи, али увек је постојала централна тема пламтећег ентитета и његове освете. Доктори су били збуњени Слејтеровим случајем. Одакле заосталом човеку попут Слејтера такве визије, када засигурно неписмени сељак попут њега није био упознат са бајкама или фантастичним причама? Није да је било прича сличних Слејтеровој. Такође, зашто је Слејтер умирао?
Као студент, приправник је направио уређај за двосмерну телепатску комуникацију који је безуспешно тестирао са колегом студентом. Уређај је дизајниран на основу његовог принципа да је мисао у крајњој линији облик енергије зрачења. Не марећи за етику, повезао је Слејтера и себе за уређај, док је овај спавао. Када је уређај био укључен, примио је поруку од светлосног бића чија су искуства била оно што је преношено преко Слејтеровог медија. Оно објашњава да су сви људи, када нису везани за своја физичка тела, светлосна бића. Мисаона порука је даље објашњавала да, у облику светлосних бића у царству снова, људи могу да искусе видике многих равни и универзума који остају непознати будној свести.
Стажиста је схватио да ће светло биће сада постати потпуно бестелесно, и на крају поћи у последњу битку са својим непријатељом у близини Алгола. Слејтер тада умире и пренос се прекида. Те ноћи је на небу близу Алгола откривена енормно сјајна звезда. У року од недељу дана потамнила је до сјаја обичне звезде, а за неколико месеци постала је једва видљива голим оком.

## Инспирација
Лавкрафт је рекао да је прича инспирисана чланком објављеним 27. априла 1919. у новинама New-York Tribune. Извештавајући о државној полицији Њујорка, чланак наводи породицу Слејтер као представнике заостале популације планине Кетскил.
Нова поменута на крају приче је права звезда, нова позната као GK Persei; цитат је преузет из Астрономије голим оком (1908) Гарета П. Сервиса.

## Публикација
Приповетка је први пут објављена у октобру 1919. у аматерском часопису Pine Cones. Касније је поново штампана у октобру 1934. у часопису Fantasy Fan и марту 1938. у часопису Weird Tales.

## Пријем
Књига Научна фантастика: Ране године описује концепте и ове приче и приповетке „С оне стране” као „веома занимљиве, упркос крутом, незрелом писању”.